# Den grimme Ælling (film fra 1914)
 For alternative betydninger, se Den grimme Ælling (flertydig). (Se også artikler, som begynder med Den grimme Ælling)
Den grimme Ælling er en dansk stumfilm fra 1914, der er instrueret af Kay van der Aa Kühle.

## Handling
Denne artikel mangler et handlingsreferat. Hjælp os med at skrive det.

## Medvirkende
- Valdemar Møller - Godsejer von Klots
- Hulda Lauritzen - Ida, godsejerens datter
- Emanuel Gregers - Kai, godsejernes søn
- Kristian Møllback - Tage, gift med Ida
- Amélie Kierkegaard - Lili Saltz